# Vild, vild värld
Vild, vild värld är det femte studioalbumet av den svenska popgruppen Noice. Det var gruppens första studioalbum sedan 1982, när albumet Europa släpptes. Skivan var inspelad och mixad i soundtrade och trippelstudion under mitten och slutet av 1995. Skivan spelades in i samband med Noices återföreningsturne 1995. Skivan var en blandning av nya låtar och nya inspelningar på gamla låtar.

## Låtlista
1. "Cityhets"
2. "Som I gamla filmer"
3. "Vild vild värld"
4. "September"
5. "På min radio"
6. "Vrid tiden tillbaks"
7. "London 77"
8. "Regnet faller"
9. "Stjärnor över Stockholm"
10. "Spring för ditt liv"
11. "Dolce vita (Det ljuva livet)"
12. "Svart läder"
13. "I natt é hela stan vår"
14. "Vi rymmer bara du och jag"
15. "Romans för timmen"
16. "Du lever bara en gång"
17. "En kväll i tunnelbanan"
18. "Gatustrid"
19. "Jag vill inte va' (som alla andra)"
20. "Ut i natten"

## Musiker
- Hasse Carlsson – sång
- Peo Thyrén – elbas, läktarvrål
- Fredrik von Gerber – trummor, percussion, bakgrundssång
- Richard Evenlind – gitarr, bakgrundssång
- Frank Rönningen – piano, hammond, synthar, bakgrundssång